# Tragia gracilis
Tragia gracilis är en törelväxtart som beskrevs av August Heinrich Rudolf Grisebach. Tragia gracilis ingår i släktet Tragia och familjen törelväxter. Inga underarter finns listade i Catalogue of Life.